# Oro fino
Oro fino es una película dramática española de 1989 dirigida por José Antonio de la Loma y protagonizada por Ted Wass, Stewart Granger y Lloyd Bochner. Representa la disputa en curso entre dos familias vitivinícolas.

## Argumento
El hijo de un productor de vino roba dinero cuando trabaja en el negocio del amigo y rival de su padre.

## Reparto
- Jane Badler - Julia.
- Lloyd Bochner - Don Pedro.
- Stewart Granger - Don Miguel.
- Andrew Stevens - Michael.
- Ted Wass - André.
- Simón Andreu
- Frank Braña
- José María Caffarel
- Tia Carrere
- Concha Cuetos
- Fernando Hilbeck
- Tony Isbert
- Jack Taylor
- Ray Walston